# Sífutás a 2015. évi téli európai ifjúsági olimpiai fesztiválon
A 2015. évi téli európai ifjúsági olimpiai fesztivál sífutás versenyszámait Liechtenstein Steg településén rendezték, január 26. és 30-a között.

## Összesített éremtáblázat
| A 2015. évi téli európai ifjúsági olimpiai fesztivál összesített éremtáblázata sífutásban | A 2015. évi téli európai ifjúsági olimpiai fesztivál összesített éremtáblázata sífutásban | A 2015. évi téli európai ifjúsági olimpiai fesztivál összesített éremtáblázata sífutásban | A 2015. évi téli európai ifjúsági olimpiai fesztivál összesített éremtáblázata sífutásban | A 2015. évi téli európai ifjúsági olimpiai fesztivál összesített éremtáblázata sífutásban | Olimpia  |
| ----------------------------------------------------------------------------------------- | ----------------------------------------------------------------------------------------- | ----------------------------------------------------------------------------------------- | ----------------------------------------------------------------------------------------- | ----------------------------------------------------------------------------------------- | -------- |
|                                                                                           | Ország                                                                                    | Arany                                                                                     | Ezüst                                                                                     | Bronz                                                                                     | Összesen |
| 1.                                                                                        | Norvégia                                                                                  | 3                                                                                         | 2                                                                                         | 2                                                                                         | 7        |
| 2.                                                                                        | Oroszország                                                                               | 2                                                                                         | 3                                                                                         | 1                                                                                         | 6        |
| 3.                                                                                        | Németország                                                                               | 2                                                                                         | 1                                                                                         | 3                                                                                         | 6        |
| 4.                                                                                        | Franciaország                                                                             | 0                                                                                         | 1                                                                                         | 1                                                                                         | 2        |
|                                                                                           |                                                                                           |                                                                                           |                                                                                           |                                                                                           |          |
| Összesen                                                                                  | Összesen                                                                                  | 7                                                                                         | 7                                                                                         | 7                                                                                         | 21       |

## Eredmények

### Férfi
| A 2015. évi téli európai ifjúsági olimpiai fesztivál érmesei férfi sífutásban |                             |                         |                               |                             |                                       |                                       |
| Versenyszám                                                                   | Arany                       | Arany                   | Ezüst                         | Ezüst                       | Bronz                                 | Bronz                                 |
| 10 km-es                                                                      | Norvégia Petter Stakson     | 27:08,9                 | Norvégia Herman Martens Meyer | 27:18,0                     | Németország Janosch Brügger           | 27:25,9                               |
| 7,5 km-es                                                                     | Németország Janosch Brügger | 19:06,0                 | Oroszország Egor Kararinov    | 19:18,9                     | Norvégia Petter Stakson               | 19:29,9                               |
| Sprint                                                                        | Norvégia Petter Stakson     | Norvégia Petter Stakson | Franciaország Martin Collet   | Franciaország Martin Collet | Franciaország Matis Bouscarra Gaubert | Franciaország Matis Bouscarra Gaubert |

### Női
| A 2015. évi téli európai ifjúsági olimpiai fesztivál érmesei női sífutásban |                                |                           |                            |                            |                                  |                                  |
| Versenyszám                                                                 | Arany                          | Arany                     | Ezüst                      | Ezüst                      | Bronz                            | Bronz                            |
| 7,5 km-es                                                                   | Norvégia Marte Mæhlum Johansen | 23:04,3                   | Oroszország Lidia Durkina  | 23:08,8                    | Németország Katherine Sauerbrey  | 23:17,6                          |
| 5 km-es                                                                     | Németország Antonia Fräbel     | 13:46,1                   | Oroszország Olga Kucheruk  | 14:01,3                    | Oroszország Polina Nekrasova     | 14:03,6                          |
| Sprint                                                                      | Oroszország Olga Kucheruk      | Oroszország Olga Kucheruk | Németország Antonia Fräbel | Németország Antonia Fräbel | Norvégia Martine Lorgen Øvrebust | Norvégia Martine Lorgen Øvrebust |

### Vegyes
| A 2015. évi téli európai ifjúsági olimpiai fesztivál vegyesváltó érmesei sífutásban |                                                                                 |                                                                                                   |                                                                                   |
| Versenyszám                                                                         | Arany                                                                           | Ezüst                                                                                             | Bronz                                                                             |
| Vegyes paralel- csapatverseny                                                       | Oroszország · Alexander Klugen · Lidia Durkina · Egor Kazarinov · Olga Kucheruk | Norvégia · Petter Stakson · Marte Mæhlum Johansen · Simen Thune Rolfsen · Martine Lorgen Øvrebust | Németország · Jacob Vogt · Katherine Sauerbrey · Janosch Brügger · Antonia Fräbel |